# رضوم (شبوة)

تعديل مصدري - تعديل

رضوم هي مدينة ومركز مديرية رضوم بمحافظة شبوة اليمنية، بلغ تعداد سكانها 3736 نسمة حسب الإحصاء الذي أجري عام 2004.